# Семмі Роудс
Се́ммі Ро́удс (англ. Sammie Rhodes, нар. 10 листопада 1983 року, Нью-Гейвен, Коннектикут) — американська порноакторка. 
Після кількох зйомок з чоловіками вирішила зніматися лише в лесбійських сценах. У 2010 році знялася в кліпі «Gives You Hell» гурту The Inevitable Backlash.

## Нагороди
- 2008 AVN Award — Best All-Girl Sex Scene, Video — Babysitters[4].
- 2009 CAVR Award Winner — Femme of Year[5].